# Claudio Scarchilli
Claudio Scarchilli, né le 10 février 1924 et mort le 25 juillet 1992, est un acteur italien.

## Filmographie partielle
- 1962 : Ponce Pilate
- 1962 : La Flèche d'or (L'arciere delle mille e una notte) d'Antonio Margheriti
- 1963 : Les Derniers Jours d'un empire (Il Crollo di Roma)
- 1964 : La Terreur des Kirghiz
- 1964 : Les Géants de Rome
- 1964 : Duel à Rio Bravo
- 1965 : Duel dans le désert
- 1966 : Le Bon, la Brute et le Truand
- 1967 : Joe l'implacable (Joe l'implacabile) d'Antonio Margheriti :
- 1967 : Bandidos
- 1967 : Les Cruels (I crudeli)
- 1968 : Gringo joue et gagne
- 1968 : Les colts brillent au soleil
- 1968 : Il était une fois dans l'Ouest
- 1970 : Compañeros